# Gruppe Neue Musik Hanns Eisler

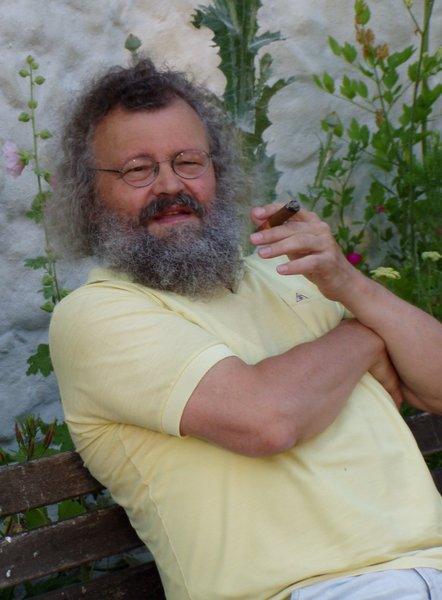
Gründer Friedrich Schenker (2005)

Die Gruppe Neue Musik Hanns Eisler war das bedeutendste Ensemble für Neue Musik aus der DDR und neben dem Ensemble intercontemporain und dem Ensemble Modern eines der renommiertesten Kammermusikensembles für Neue Musik in Europa. Es wurde zwischen 1970 und 1993 entscheidend durch den Komponisten und Posaunisten Friedrich Schenker und den Oboisten Burkhard Glaetzner geprägt. Musikalische Heimat war das Rundfunk-Sinfonieorchester Leipzig. Über 250 Uraufführungen dokumentieren die Konzerttätigkeit der Gruppe aus Leipzig. Sie war unter anderem Preisträger des Kunstpreises der DDR und des Schneider-Schott-Musikpreises Mainz.

## Geschichte
Die Gruppe Neue Musik Hanns Eisler wurde im Dezember 1970 auf Initiative des Oboisten Burkhard Glaetzner und des Komponisten und Posaunisten Friedrich Schenker in Leipzig gegründet. Zu der Gründungsformation gehörten sechs weitere Mitglieder aus dem Rundfunk-Sinfonieorchester Leipzig und dem Gewandhausorchester.

Das Ensemble gründete sich in einer Zeit, in der der kulturpolitische Stil des Sozialistischem Realismus in der DDR noch vorherrschend war. Friedrich Schenker schilderte dem Politiker Gerhard Müller in einem Brief aus dem Jahr 1973 die selbstgesteckten Ziele des Ensembles wie folgt:

„Die ‚gruppe neue musik Hanns Eisler‘ entstand zum Zwecke der Förderung zeitgenössischer Musik der DDR. Ausgehend vom Namen Eislers, dessen Werk Vorbild und Ansporn für unsere Komponisten ist, wurde ein Instrument geschaffen mit dessen Hilfe die Komponisten ausprobieren, experimentieren, mit Hörern oder unter sich diskutieren oder auch Bleibendes, Gelungenes vorstellen können. An zweiter Stelle stehen dann Aufführungen einiger Werke Eislers und solche von exemplarischen oder diskutablen Kompositionen aus dem sozialistischen Ausland oder der humanistischen, bürgerlichen Moderne. Die ‚gruppe neue musik Hanns Eisler‘ hat sich die Aufgabe gestellt, neue Hörer zu gewinnen vor allem aus der jungen Generation.“

Namenspatron der Gruppe wurde der einflussreiche Komponist Hanns Eisler, ein Vertreter der Schule Arnold Schönbergs. Friedrich Schenker erläuterte die Wahl des Namens mit: „Symbol für fortschrittliches, konstruktives Musikdenken der Gruppe, der Ausdruck einer kritischen Haltung zur Dummheit in der Musik.“
Die Gruppe löste sich 1993 nach einem Konzert bei der Musik-Biennale Berlin auf. Sannemüller würdigte 1992 ihre Arbeit mit den Worten: „Auftrag erfüllt“.

## Besetzung
Neben Burkhard Glaetzner (Oboe) und Friedrich Schenker (Posaune) gehörten der Gruppe anfangs Axel Schmidt (Englisch Horn), Marion Fritzsch (Violine), Ernő Klepoch (Viola), Wolfgang Weber (Violoncello), Dieter Zahn (Kontrabass), Gerhard Erber (Klavier) und Werner Legutke (Schlagzeug) an. Ernő Klepoch und sein Nachfolger Hans-Christian Bartel (Viola), Marion Fritzsch und Werner Legutke verließen die Gruppe in den 1970er Jahren und wurden durch Matthias Sannemüller (Viola/Violine) und Gerd Schenker (Schlagzeug) ersetzt. Die Stammbesetzung bestand in der Folge aus acht Instrumenten.
Das Ensemble spielte sowohl in ganzeinheitlicher Formation als auch solistisch. Darüber hinaus traten die Musiker in spezialisierten Besetzungen wie dem Kammertrio Aulos (seit 1968), bestehend aus Oboe, Violoncello und Klavier, und dem Leipziger Consort (seit 1982), das sich aus Viola, Englisch Horn, Gitarre und Kontrabass zusammensetzte, auf. Letzterem gehörte zusätzlich der Gitarrist Roland Zimmer an. Alle Musiker waren ausgewiesene Spezialisten auf ihrem Gebiet und erhielten teilweise internationale Anerkennung. Wahlweise arbeitete die Gruppe mit der Sopranistin Roswitha Trexler zusammen. Dirigiert wurde das Ensemble regelmäßig von Max Pommer, Friedrich Goldmann und Christian Münch.

## Repertoire
Zum Kernrepertoire der Gruppe Neue Musik Hanns Eisler gehörten Kompositionen der Zweiten Wiener Schule (Schönberg, Webern und Eisler) sowie Stefan Wolpe, Charles Ives und Paul Dessau. Darüber hinaus brachten sie Werke international erfolgreicher Komponisten zur Erstaufführung in der DDR, u. a. John Cages Klavierkonzert, Edison Denissows Choral-Variationen, Dieter Schnebels Glossolalie, Kazimierz Serockis Spiral, Karlheinz Stockhausens Zyklus, Iannis Xenakis’ Nomos Alpha, Isang Yuns Piri und Bernd Alois Zimmermanns Intercommunicatione.
Mehr als 250 neue Kompositionen von über siebzig Komponisten wurden speziell für das Ensemble geschaffen. Ihm oblagen die Uraufführungen von Werken bedeutender Tonschöpfer wie Edison Denissows Trio, Nicolaus A. Hubers Demijour, Friedrich Goldmanns Konzert für Posaune und 3 Instrumentalgruppen, Luca Lombardis Einklang, Krzysztof Meyers interludio drammatico, Wolfgang Rihms Kalt und Iannis Xenakis’ Alax. Luigi Nono gestaltete auf Anfrage der Gruppe das Projekt Kolomb. Außerdem brachten sie 1985 Walter Zimmermanns Spielwerk für Sopran, Saxophon und 3 Ensembles aus Sternwanderung (nach Texten von Wilhelm Heinrich Wackenroder und Novalis) mit dem Ensemble Modern und dem Ensemble Köln unter Ernest Bour zur Uraufführung.
Die Gruppe Neue Musik Hanns Eisler wurde wichtiges Aufführungsorgan der mittleren Komponistengeneration der DDR. Hierzu zählen neben Friedrich Schenker vor allem Friedrich Goldmann, Reiner Bredemeyer, Paul-Heinz Dittrich, Georg Katzer und Christfried Schmidt. Das Ensemble vergab darüber hinaus Kompositionsaufträge an die jüngere Komponistengeneration, u. a. an Juro Mětšk, Nikolaus Richter de Vroe und Helmut Zapf. Die Musiker hatten dabei einen erheblichen Einfluss auf den Kompositionsstil der genannten Komponisten.

## Außenwahrnehmung
Die Abgrenzung vom sozialistischen Realismus war alles andere als leicht. Bereits nach dem ersten Konzert des Ensembles kam es fast zum Eklat. Es wurden Werke von Wilfried Jentzsch, René Leibowitz und Friedrich Schenker uraufgeführt. Der Kulturfunktionär Erhard Ragwitz bezichtigte das Ensemble spätbürgerlicher Musik: „Nachdem hier genug spätbürgerlicher Staub aufgewirbelt wurde, möchte ich sagen, daß der Name Hanns Eislers für die Gruppe als Feigenblatt benutzt wird, um spätbürgerlichen Musikidealen zu huldigen. Ich möchte feststellen, daß hier kein Weg nach Bitterfeld führt.“
Die Reisetätigkeit des Ensembles half einerseits, Musik aus der DDR auch in der BRD sowie in Westeuropa und Japan zu verbreiten, und war andererseits die Voraussetzung dafür, dass das Ensemble auch an den Entwicklungen des Westens beteiligt war. Das Ensemble bemühte sich um „Aufführungen außerhalb des staatlichen Diktats“. Es spielte regelmäßig bei den Leipziger Rathauskonzerten und wurde zu bekannten internationalen Musikfestivals wie den Steirischen Herbst, den Warschauer Herbst, den Donaueschinger Musiktagen und den Wittener Tage für neue Kammermusik eingeladen.
Zum 20-jährigen Jubiläum schrieb der WDR-Musikredakteur Wilfried Brennecke: „[…] als beste Kulturbotschafter ihres Landes […] mit Wirkung weit über die beiden deutschen Staaten hinaus […] Ihr wart eurer Zeit voraus mit Euren Programmen, mit den von Euch bei den besten DDR Komponisten erbetenen neuen Stücken, mit Euren hervorragenden Interpretationen […] ihr beste sächsische-deutsche Tradition auch in der handwerklichen Perfektion Eurer Wiedergaben, in der Souveränität Eurer Gestaltungen, im Engagement Eurer Programme vertreten habt […]“. Der DLF-Musikredakteur Frank Kämpfer führte 2000 aus: „Die Eisler-Gruppe aus Leipzig war in der DDR eine Art ostdeutsches ‚Ensemble Modern‘ – zumindest was das Aufführungsniveau zeitgenössischer Werke und die Initiierung neuen Repertoires betraf.“

## Nachwirken
Nach 30 Jahren Zusammenarbeit gründeten Mitglieder der Gruppe Neue Musik Hanns Eisler (gemeinsam mit dem Pianisten Steffen Schleiermacher und anderen Musikschaffenden) 1990 die bis heute existierende progressive Plattform Forum Zeitgenössischer Musik Leipzig. Burkhard Glaetzner, Axel Schmidt und Wolfgang Weber übernahmen Professuren an Musikhochschulen und widmeten sich nach 1990 weitestgehend der Pädagogik. 1999 kam es anlässlich des 75. Jubiläums des MDR-Sinfonieorchesters zu einem Comeback in Berlin, Dessau, Dresden und Leipzig.
Matthias Sannemüller etablierte 1992 das Ensemble Sortisatio. Des Weiteren pflegt insbesondere das Ensemble Avantgarde um Steffen Schleiermacher, ein Schüler Schenkers und Goldmanns, in Anlehnung an die Tradition der Gruppe Neue Musik Hanns Eisler, Neue Musik in Leipzig.

## Auszeichnungen
- Kunstpreis der DDR (1980)
- Kunstpreis der Stadt Leipzig (1986)
- Ehrennadel des Verbandes der Komponisten und Musikwissenschaftler der DDR in Gold (1988)
- Interpretenpreis der Musik-Biennale Berlin (1989)
- Schneider-Schott-Musikpreis Mainz (1991)
- Bestenliste des Preises der deutschen Schallplattenkritik (1996)

## Filmografie
- 1980: Kampuchea – Sterben und Auferstehen (Dokumentarfilm mit Musik von Reiner Bredemeyer)

## Diskografie (Auswahl)
Mehrere Aufnahmen entstanden für die CD-Dokumentation Musik in Deutschland 1950–2000 des Deutschen Musikrates.
Bei WERGO sind folgende CDs erschienen:
- Steffen Schleiermacher: Zeremonie
- Helmut Zapf: Zusammenklang II
- Nikolaus Richter de Vroe: Aus weißen Listen
- Reiner Bredemeyer: Septett 80 / Alle Neune (PdSK)
- Jörg Herchet: Kompositionen
- Friedrich Schenker: Die Friedensfeier